# 25-я добровольческая пехотная дивизия СС «Хуньяди» (1-я венгерская)
25-я добровольческая пехотная дивизия СС «Хуньяди» (1-я венгерская) (нем. 25. Waffen-Grenadier-Division der SS Hunyadi (ungarische Nr. 1), венг. 25. Waffen-SS Gránátos Hadosztály Hunyadi (1. magyar)) — тактическое соединение войск СС нацистской Германии. Была сформирована приказом от 2 ноября 1944 в районе города Залаэгерсег.

## Состав и история
Дивизия включала в себя, в основном, служащих венгерской армии.
Уже в конце ноября дивизия была переброшена на полигон Нойхаммер в Силезии, где позже была сформирована и 26-я добровольческая пехотная дивизия СС (2-я венгерская). При перегоне железнодорожного состава с частями дивизии 24 ноября 1944 он попал под авианалёт американских ВВС, при котором погибло 800 и было ранено 650 человек. Так или иначе, к декабрю 1944 количество военнослужащих дивизии достигло 15 000 человек.
Обе дивизии образовали в феврале 1945 года XVII армейский корпус СС (венгерский). Советское зимнее наступление 1945 года вынудило отступить не до конца сформированную дивизию на запад, где она сдалась в плен американским войскам в районе Аттерзее (Австрия).

## Организация
- 61-й добровольческий пехотный полк СС (1-й венгерский) (нем. Waffen-Grenadier Regiment der SS 61)
- 62-й добровольческий пехотный полк СС 62 (2-й венгерский) (нем. Waffen-Grenadier Regiment der SS 62)
- 63-й добровольческий пехотный полк СС 63 (3-й венгерский) (нем. Waffen-Grenadier Regiment der SS 63)
- 25-й артиллерийский полк СС (нем. Waffen-Artillerie-Regiment der SS 25)
- 25-й лыжный батальон СС (нем. Waffen-Schi-Bataillon 25)
- 25-й стрелковый батальон СС (нем. SS-Divisions-Füsilier-Bataillon 25)
- 25-й противотанковый артиллерийский дивизион СС (нем. SS-Panzer-Jäger-Abteilung 25)
- 25-я ветеринарная рота СС (нем. SS-Veterinär-Kompanie 25)
- 25-й полевой запасной батальон (нем. SS-Feldersatz-Bataillon 25 )
- 25-й полк снабжения СС (нем. SS-Versorgungs-Regiment 25)

## Командиры
- ноябрь 1944 штандартенфюрер СС Томас Мюллер
- ноябрь 1944 — 8 мая 1945 группенфюрер СС Йожеф Грашши